# Robert Nanteuil

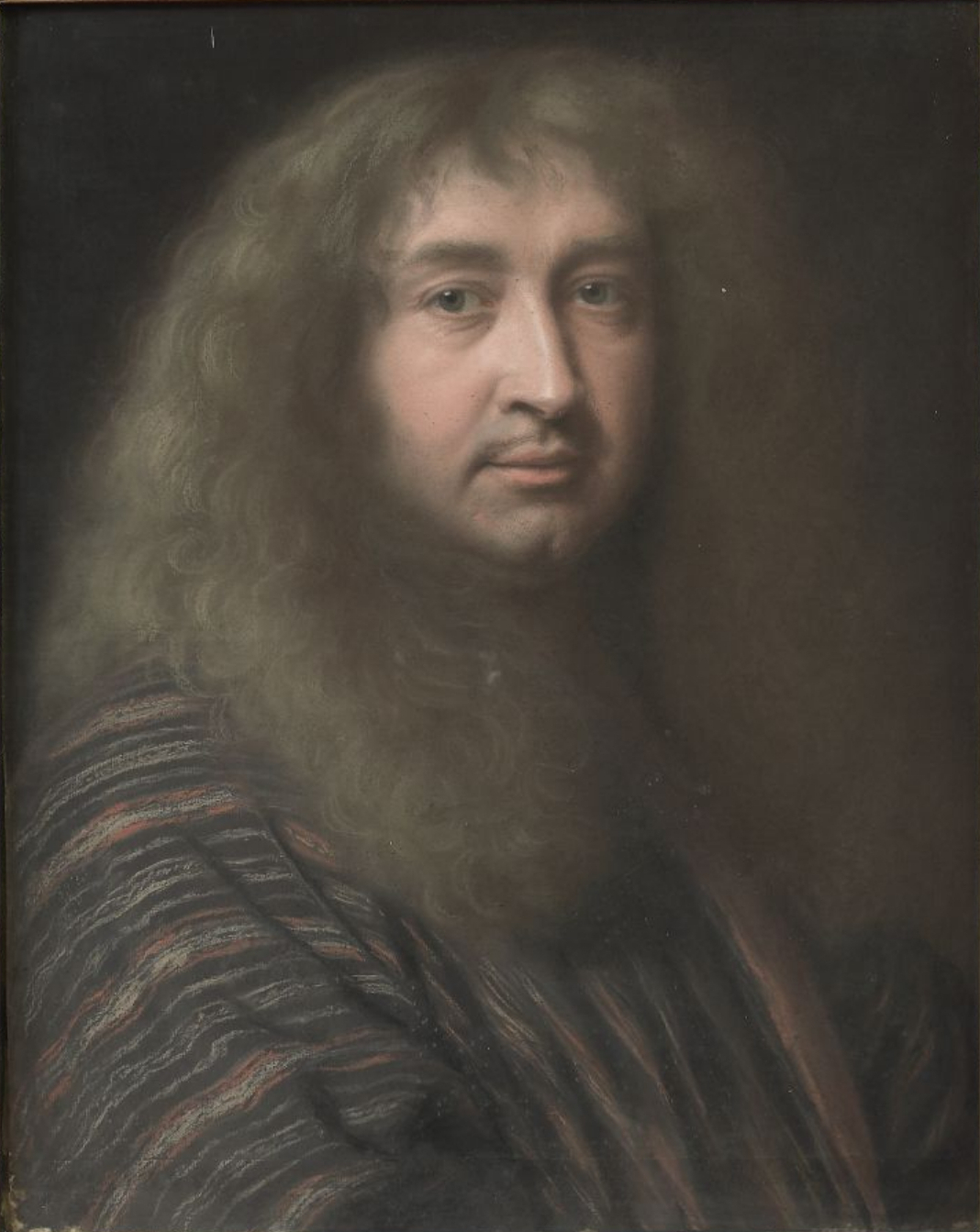
Självporträtt, Uffizi Gallery, cirka 1660

Robert Nanteuil, född 1623 i Reims, död 1678 i Paris, var en fransk gravör och målare.
Ungdomsverk av Nanteuil tyder på att han ursprungligen var autodidakt samt först efter hand tillägnade sig gravyrens konst och blev sin tids mest berömda franske kopparstickare. Hans stil var en blandning mellan Claude Mellans klara och kärva linejstil och Rubensskolans måleriska frihet. Han tillämpade en effektfull enkelhet i komposition och detaljer samt en levande karaktäristik av de avbildade, vanligen åstadkommen med punktmanér för ansiktena. Bland Nanteuils omkring 300 porträtt, de flesta efter egna teckningar, märks sådana av Ludvig XIV, drottning Kristina (efter Sébastien Bourdons målning), Nicolas Fouquet, Jules Mazarin (14 olika), Turenne och Pomponne de Bellièvre. Nanteuil blev kunglig gravör 1658 och 1667 ledare för gobelänginstitutets kopparstickavdelning. Nanteuil var den som främst bidrog till kopparstickskonsten genom ett dekret 1660 befriades från skråordningen och i fortsättningen betraktades som fri konst. Han räknas som en av tidernas främste kopparstickare.